# كريم قعوار
كريم قعوار هو السفير السابق لدى الولايات المتحدة الأمريكية من الأردن، عمل تحت لقب سفير استثنائي ومفوض للمملكة الأردنية الهاشمية لدى الولايات المتحدة الأمريكية وجمهورية المكسيك من يوليو 2002م حتى يناير 2007م.
وهو أحد أصغر سفراء الأردن سناً، الذي كان قد شارك وقت تعيينه في تطوير قطاع تكنولوجيا المعلومات والاتصالات في الأردن. وخَلِف قعوار الأمير زيد رعد زيد الحسين، عائداً قعوار إلى بلده الأردن.

## حياته
ولد عام 1966م في عمان ونشأ فيها، ثم سافر إلى الولايات المتحدة ليكمل دراسته الجامعية في كلية بوسطن حتى تخرج منها عام 1987م بدرجة البكالوريوس في الإدارة والتمويل وعلوم الحاسوب. وهناك التقى أيضًا بزوجته، لمى هلزون. وفي سن العشرين، أسس قعوار شركته الأولى وترأس مجموعة شاملة تضم عشر شركات لأنظمة المعلومات والبرمجيات.

## عمله
عُين قعوارعام 1999م عضواً في مجلس الشورى الاقتصادي من قبل الملك عبد الله الثاني. كان المجلس الاستشاري الاقتصادي أول هيئة مؤلفة من 21 عضواً تضم قادة من القطاعين العام والخاص، أُسِست لتقديم المشورة للملك بشأن القضايا الاقتصادية والاجتماعية. عمل قعوار كعضو في العديد من فرق العمل التابعة لمجلس الشورى حول الاستثمار والحكومة الإلكترونية وإصلاح القطاع العام وتعليم الحاسوب واللغة الإنجليزية.
وفي نفس العام، قاد فريقًا مكونًا من 40 متخصصاً أردنياً في مجال تكنولوجيا المعلومات في إطار مبادرة (REACH) لتطوير إستراتيجية لإطلاق صناعة تكنولوجيا المعلومات في الأردن.
أُختير قعوار كقائد عالمي شاب من قبل المنتدى الاقتصادي العالمي، وكزميل أيزنهاور لعام 2000م. وهو عضو مؤسس في العديد من جمعيات الأعمال والمنظمات غير الحكومية، من بينها غرفة التجارة الأمريكية في الأردن، وجمعية رواد الأعمال الشباب (YEA) والجمعية الأردنية للملكية الفكرية (JIPA). وهو أيضًا عضو في منظمة الرؤساء الشباب (YPO).
فور عودته إلى الأردن عام 2007م ترأس مجموعة شركات قعوار.
في 21 سبتمبر 2010م، أعلن مجلس أمناء مدرسة أكاديمية الملك تعيين كريم قعوار رئيساً للمجلس، بعد استقالة رئيس مجلس الإدارة المؤسس البروفيسور صفوان المصري.
تقلّد قعوار عدة مناصب، منها: رئيس مجلس إدارة شركة (IrisGuard)، المتخصصة في نشر أنظمة التعرف على بصمة العين للحماية. بالإضافة إلى انه مساهم رئيسي ومستشار لشركة "الأمثلة للحلول"، وهي شركة تقدم خدمات الاستشارات الإدارية وتمكين التكنولوجيا والاستعانة بمصادر خارجية في الشرق الأوسط، رئيس شركة نات هيلث، وقعوار للطاقة. كما أنه مؤسس ورئيس مجلس إدارة أواسيس 500، مدير شركة أوبتيمايزا والبنك الاهلي والمتحدة للتأمين وجوايكو. كما شغل قعوار منصب رئيس مجلس إدارة جمعية تكنولوجيا المعلومات الأردنية، وقبل ذلك كان رئيسًا لجمعية الحاسبات الأردنية. بالإضافة إلى توليه منصب نائب الرئيس، ثم عضو في مجلس إدارة مؤسسة نهر الأردن، التي ترأسها الملكة رانيا. كما عمل قعوار منسقاً للشبكة في فرقة عمل الأمم المتحدة المعنية بتكنولوجيا المعلومات والاتصالات - الشبكة الإقليمية العربية.
كوّن قعوار وزوجته لوما مؤسسة جسور التفاهم وهي منظمة غير سياسية غير ربحية، هدفها المعلن هو دعم المشاريع والمبادرات التي تعزز التفاهم بين شعوب الولايات المتحدة وشعب العالم العربي والإسلامي بدءاً من نساء الولايات المتحدة والأردن.